# エデッサ伯国

エデッサ伯国
Comitatus Edessanus (ラテン語)
Conté de Édese (古フランス語)
ܐܘܪܗܝ ܐܲܬ݂ܪܵܐ (シリア語)

Եդեսիոյ Կոմսութիւն (アルメニア語)

エデッサ伯国の地図（1131年以前）

エデッサ伯国（エデッサはくこく）は、古代史上および初期キリスト教史上よく知られたエデッサ（現在のトルコ領シャンルウルファ）の街の周囲に建国された12世紀の十字軍国家の1つ。
エデッサ伯国は海に接しておらず陸に閉ざされていることが他の十字軍国家と異なっている。また宗主のエルサレム王国から遠く、最も近い隣国アンティオキア公国とは仲がよくなかった。また、首都エデッサを含め国の半分がユーフラテス川の東にあるため、他の十字軍国家よりも相当東に位置していた。ユーフラテスの西の部分はセルジューク朝に対する前哨である重要な拠点都市テル・バシールから統治されていた。

## 歴史

### 創設

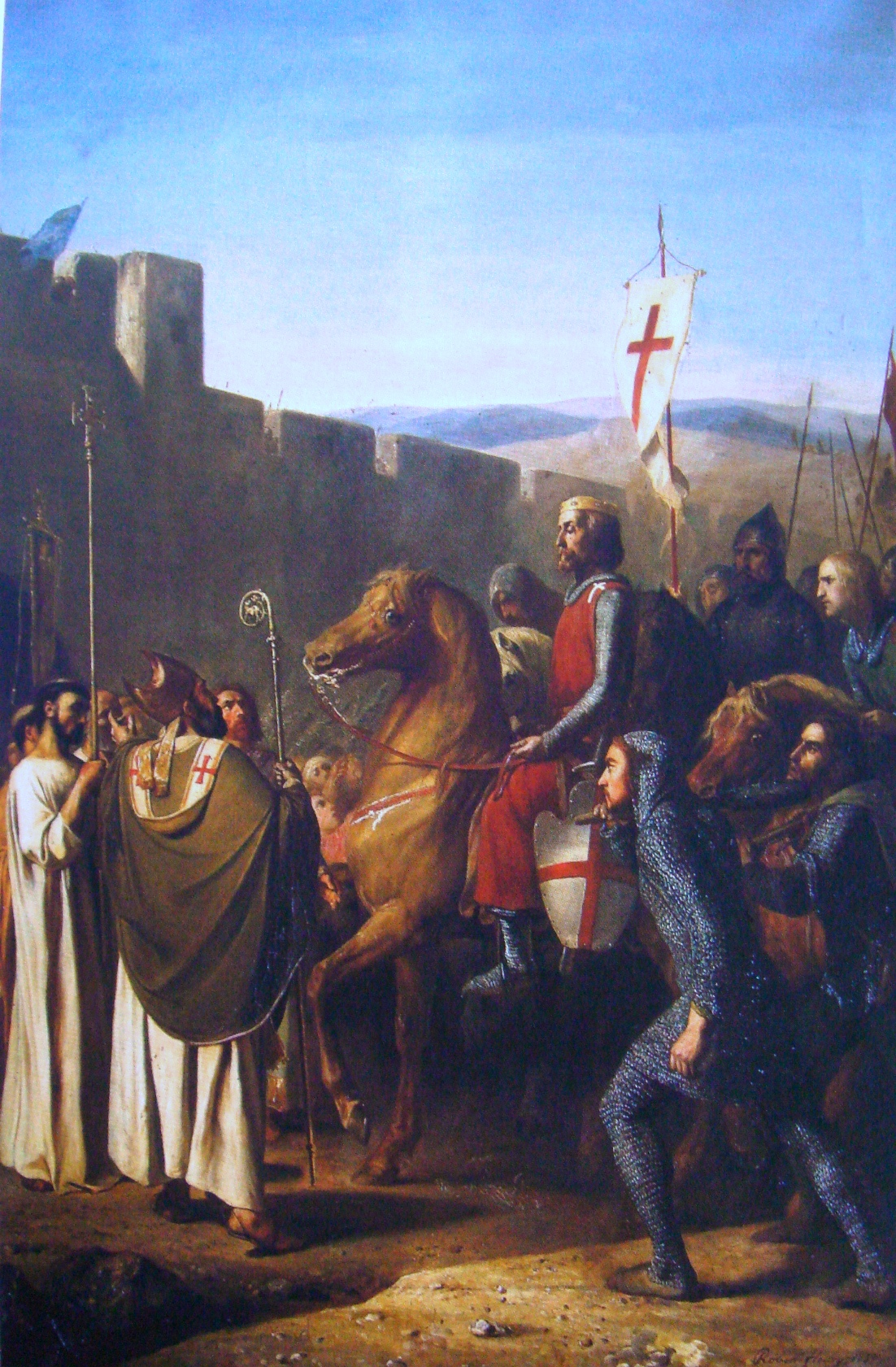
ブーローニュのボードゥアンが1098年2月にエデッサに入城する場面。アルメニア人の聖職者がコンスタンティノポリスの保護下からの解放を祝い出迎えている。
(画)ジョゼフ＝ニコラ・ロベール＝フルーリー

第1回十字軍の際、ブローニュのボードゥアン（後のエルサレム王ボードゥアン1世）は、アンティオキアとエルサレムへ向かう十字軍本隊を離れ、まず南のキリキア（小アジアの南部の地中海岸。元は東ローマ帝国領だが、当時はアルメニア人が多かった地方）へ、続いてトロスの要請を受けて東のエデッサへと向かった。
モースルのケルボガをはじめとするセルジューク朝のテュルク系勢力から街を守ってほしいというトロスに対し、自らを後継者と認めさせることに成功した。1098年2月6日、エデッサにたどりついたボードゥアンは、統治者のトロスと共に共同統治者となった。トロスはアルメニア人ではあったがギリシャ正教系の正教会信徒の統治者であったため、非カルケドン派であるアルメニア使徒教会やヤコブ派を奉ずるアルメニア人の住民からは嫌悪されていた。3月7日、トロスの家臣コンラディンを中心とした市民反乱が発生し、暴動から逃れようとしたトロスは窓から転落して暴徒化した民衆に殺された。ボードゥアンはこの暴動の中でトロスに対しエデッサから離れることを禁じていた。3月10日、ボードゥアンはエデッサの統治者の座に就き、伯爵になったことを宣言した（彼は兄の臣下として、ヴェルダン伯の称号をすでに持っていた）。ここに最初の十字軍国家であるエデッサ伯国が成立した。
1100年、エルサレム陥落後も王とならず、その支配者たる「聖墳墓の守護者」を称していた彼の兄ゴドフロワ・ド・ブイヨンが死んだ後、ボードゥアンはエルサレムに入り、エルサレム王ボードゥアン1世になり、エルサレム王国を建国した。エデッサ伯位は10月2日に彼の親族のボードゥアン・ド・プール（後のエルサレム王ボードゥアン2世）に引き継がれた。その後の1119年、「1101年の十字軍」で中東に到着してユーフラテス川沿いのテル・バシール領主であった従兄弟のジョスランが伯爵位を引き継いだ（ジョスラン1世）。
西洋人の君主は、近隣のアルメニア人の君主たちと良好な関係を形成した。また、頻繁に異人種間の結婚を行った。特に最初の3人の伯爵はすべてアルメニア人と結婚した。初代ボードゥアンの妻ゴドヒルド・ド・トニが1097年に死ぬと、彼はエデッサ領主トロスの娘アルダと結婚した。ボードゥアン2世はマラティア（メリテネ）の領主コーリルの娘モルフィアと、3代目のジョスラン1世はコンスタンティン1世の娘と結婚した。ただし、ジョスラン登位後の二人目の妻は、ノルマン系フランク人だった。

### 近隣のムスリムとの抗争
ボードゥアン2世は、まもなく北シリアおよび小アジア情勢に関係するようになった。彼は1103年に小アジア中央部のテュルク系ダニシュメンド朝から、彼の捕虜となったアンティオキア公ボエモン1世を身代金で救出するのを支援し、アンティオキア公国とともに1104年にキリキアで東ローマ帝国を攻撃した。1104年の終わりに、アンティオキア公国に協力してシリア北部のハッラーンを制圧し、セルジューク朝の分裂に乗じモースルやバグダードへ通ずる道を押さえたが、モースルやマルディンのムスリム軍連合に完敗し、ボードゥアン2世もジョスランも捕虜となった（ハッラーンの戦い）。2人が1108年に身代金を払い救出されるまで、アンティオキア公国の摂政タンクレードがエデッサの摂政も行っていた。しかし、タンクレードが一時戦いに敗れたため、ボードゥアン2世は都市の統治を回復するために努力しなければならなかった。ボードゥアンはムスリムの地方政権のいくつかと同盟しなければならなかった。
1110年には、ユーフラテスの東方の領地がすべてモースルの領主マウドゥードに奪われた。しかし、他のムスリム君主による攻撃の場合と同様、マウドゥードも十字軍駆逐よりは自分の勢力の強化により深い関心があったため、エデッサ自体に対する攻撃はこれに続かなかった。
エルサレム王になっていたボードゥアン1世が1118年に死んだ時、ボードゥアン2世はエルサレムに移りエルサレム王ボードゥアン2世になった。ボードゥアン1世の兄のブローニュ伯ウスタシュがエデッサ伯の第1位の継承者であったが、彼は遠くフランスにいてエデッサの伯爵位を望まなかったため、エデッサ伯爵位は1119年に上述のジョスランに与えられた。
エデッサ伯ジョスラン1世はユーフラテスの岸辺で1122年にアレッポの地方政権アルトゥク朝のアタベク（領主）のバラクに敗れ捕虜となった。憂慮したエルサレム王ボードゥアン2世は彼を救出しようとユーフラテスに来たが、彼もまたバラクに捕らえられてしまった。エルサレム王国はその王が留守になる危機に直面した。しかし、ジョスラン1世は1123年に逃げて、翌1124年にバラクの跡を継いだティムルタシュが安易にもボードゥアン2世を釈放した。

### 伯国の陥落
ジョスランは1131年のアレッポ包囲戦の最中に、攻城兵器が倒壊する事故に巻き込まれて深傷を負った。この出来事を聞きつけて、ルーム・セルジューク朝のスルタンであるマスウード1世がケソウンに侵攻してきた。ジョスランは、息子に対処させようとしたが大軍を恐れたために拒否され、怪我が癒えていない伯爵自らが出陣することとなった。マスウード1世を撤退させることには成功したものの、ジョスランは帰陣の道中で亡くなった。伯国は彼の息子ジョスラン2世が継承した。しかし、この時までにムスリムの強大なアタベクザンギーがアレッポおよびモースルを結合して支配しており、エデッサを脅かし始めた。その間、ジョスラン2世は東ローマ帝国皇帝ヨハネス2世コムネノスのシリア遠征に付き合わされたが、結局この遠征はザンギーの離間策によって中止された。ジョスラン2世はザンギーの脅威が高まる間、聖ヨハネ修道会にテル・バーシルを譲渡して西方の守りを固めた。1144年の段階では、強大な国である東ローマ帝国やエルサレム王国はヨハネス2世やフルク王が亡くなったばかりで安定しておらず、頼れる国がどこにもなかった。
1144年の秋、ジョスラン2世は全軍とともにエデッサの西のテル・バーシルまで出かけた。これを聞いたザンギーはすぐさまエデッサ包囲戦を開始し、街の北の「時の門」のそばに陣を張った。街は庶民ばかりで軍隊はおらず、司教たちが指揮を執ることになった。司教らは、キリスト教徒のアルメニア人はザンギーに降伏しないだろうと期待していた。エデッサは難攻不落の城塞であり市民は防衛に奮戦したが、誰も攻城戦の経験がなく、城塞の守り方や守るべき要所を知らず、工兵が城壁下にトンネルを掘り始めてもなすすべがなかった。
度重なる休戦協定はエデッサ側の拒否で失敗に終わり、ザンギーは街の北の城壁の土台を取り除き、材木で支えて油や硫黄を一杯につめ、12月24日、ついに火を放った。油は燃え上がり城壁は崩れ落ち、ザンギーの軍が侵入して城郭に逃げられなかった人々を虐殺した。城郭は司祭の過失から固く閉まっており、殺到した群衆がパニックに陥り司祭も含む5,000人以上が圧死した。ザンギーは殺戮の中止命令を出してキリスト教徒の代表と話し合い、12月26日に街はザンギーに明け渡された。
アルメニア人やアラブ人のキリスト教徒は解放されたが、西洋人を待っていた運命は過酷だった。持っていた財宝は没収され、貴族や司祭たちは衣服をはがれて鎖につながれアレッポへと送られ、職人たちは囚人として各職種別に働かされ、残り100人ほどは処刑された。ジョスラン2世は自らの首都が失われる間、遠くテル・バーシルにとどまったままであった。
この事件は十字軍国家を震え上がらせ、エルサレム王フルクの未亡人メリザンドはヨーロッパに特使を送り、その惨害と救援要請を訴えた。これが第2回十字軍を招くことになる。またムスリム世界は、はじめての勝利らしい勝利に熱狂し、バグダードのアッバース朝カリフはありとあらゆる美辞麗句に満ちた敬称をザンギーに与えた。後のムスリムの年代記作家らはこれを十字軍国家に対するジハードの始まりと述べている。
ジョスラン2世はテル・バシールでユーフラテスの西側の領土をかろうじて支配し続け、エデッサ回復のため市内の残存勢力と連絡を取り合い努力した。彼はザンギーが1146年9月に急死したのを受け、すぐさまエデッサの回復を試みたが、ザンギーの息子ヌールッディーンの攻撃により10月にはエデッサは再び占領された。部下の多くが殺され、ジョスラン2世はかろうじて逃げ延びた。1150年の5月4日に彼はヌールッディーンに捕らえられて盲目にされ、1159年に死ぬまで、ヌールッディーンの拠点であるアレッポで虜囚にされたままだった。
ジョスラン2世の死後、彼の妻ベアトリスとその家族は、すぐさまテル・バシールや残された伯国領土の東ローマ皇帝マヌエル1世コムネノスへの切り売りによって難を凌ごうとしたが、ヌールッディーンとルーム・セルジューク朝によって1151年までに伯国領は完全に占領されてしまった。残されたエデッサ伯家の者たちはエルサレム王国へと去った｡エデッサ伯国は最初に獲得された十字軍国家であり、また最初に失われた十字軍国家でもあった。

## 人口と構成
エデッサは領域の点から見れば、十字軍国家の中で最大級のものだった。しかし人口から見れば最小の国の1つだった。エデッサの街自体は約10,000人の住民が住んでいたが、伯国の残りはほとんどわずかな農村と要塞からなっていた。国土は西はアンティオキア公国国境から、東はユーフラテスを横切ってさらに東に伸びていたが、それが大体最大領域だった。また、北の方へはしばしば領土をアルメニア人の住んでいた領域まで伸ばしていた。南はアレッポ、東はモースルとジャジーラ地方（メソポタミア北部）という強力なムスリム都市群に隣接していた。
住民にはギリシャ正教系の正教会、シリア正教会、そしてアルメニア使徒教会のキリスト教徒とイスラム教の信者がおり、東方キリスト教徒（アルメニア使徒教会含む）とムスリムの割合は同程度であった。建国時における西洋人の数は少なかったが、次第にその数は増えていった。カトリックの教会が五つあり、この都市の陥落は第2回十字軍に結びついた。

## 歴代伯爵
- ボードゥアン1世（1098年 - 1100年）
- ボードゥアン2世（1100年 - 1119年）
  - タンクレード（摂政）（1104年 - 1108年）
- ジョスラン1世（1119年 - 1131年）
- ジョスラン2世（1131年 - 1150年（1159年没））
- ジョスラン3世（1159年 -　名義だけの伯爵）

## 系図
|  |  |                               |                               |                               |                               |                                         |                                         |                                         |                                         | ギー1世・ド・モンレリ                   |                                         |                                     |                                     |                                            |                                            |                                            |                                            |                                            |                                            |                       |                       |                       |                       |                     |                     |                                                   |                                                   |                                                   |                                                   |                                                   |                                                   |                                                |                                                |                                                       |                                                       |                                                       |                                                       |                                                       |                                                       |                                     |                                     | | | | | | |                                         |                                         |                                         |                                         |                                  |                                  |                                      |                                      |                                      |                                      |                                      |                                      |        |        |                         |                         |                         |                         |                           |                           |                           |                           |                                             |                                             |                                             |                                             |                                             |                                             |  |  |  |  |  |  |  |  |
|  |  |                               |                               |                               |                               |                                         |                                         |                                         |                                         |                                         |                                         |                                     |                                     |                                            |                                            |                                            |                                            |                                            |                                            |                       |                       |                       |                       |                     |                     |                                                   |                                                   |                                                   |                                                   |                                                   |                                                   |                                                |                                                |                                                       |                                                       |                                                       |                                                       |                                                       |                                                       |                                     |                                     | | | | | | |                                         |                                         |                                         |                                         |                                  |                                  |                                      |                                      |                                      |                                      |                                      |                                      |        |        |                         |                         |                         |                         |                           |                           |                           |                           |                                             |                                             |                                             |                                             |                                             |                                             |  |  |  |  |  |  |  |  |
|  |  |                               |                               |                               |                               |                                         |                                         |                                         |                                         |                                         |                                         |                                     |                                     |                                            |                                            |                                            |                                            |                                            |                                            |                       |                       |                       |                       |                     |                     |                                                   |                                                   |                                                   |                                                   |                                                   |                                                   |                                                |                                                |                                                       |                                                       |                                                       |                                                       |                                                       |                                                       |                                     |                                     | | | | | | |                                         |                                         |                                         |                                         |                                  |                                  |                                      |                                      |                                      |                                      |                                      |                                      |        |        |                         |                         |                         |                         |                           |                           |                           |                           |                                             |                                             |                                             |                                             |                                             |                                             |  |  |  |  |  |  |  |  |
|  |  | ユーグ1世 ルテル伯            | ユーグ1世 ルテル伯            | ユーグ1世 ルテル伯            | ユーグ1世 ルテル伯            | ユーグ1世 ルテル伯                      | ユーグ1世 ルテル伯                      |                                         |                                         | メリザンド                              | メリザンド                              | メリザンド                          | メリザンド                          | メリザンド                                 | メリザンド                                 |                                            |                                            |                                            |                                            |                       |                       |                       |                       |                     |                     | イザベル                                          | イザベル                                          | イザベル                                          | イザベル                                          | イザベル                                          | イザベル                                          |                                                |                                                | ジョスラン・ド・クルトネー                            | ジョスラン・ド・クルトネー                            | ジョスラン・ド・クルトネー                            | ジョスラン・ド・クルトネー                            | ジョスラン・ド・クルトネー                            | ジョスラン・ド・クルトネー                            |                                     |                                     | | | | | | |                                         |                                         |                                         |                                         |                                  |                                  |                                      |                                      |                                      |                                      | アリス                               | アリス                               | アリス | アリス | アリス                  | アリス                  |                         |                         | ユーグ1世・デュ・ピュイゼ | ユーグ1世・デュ・ピュイゼ | ユーグ1世・デュ・ピュイゼ | ユーグ1世・デュ・ピュイゼ | ユーグ1世・デュ・ピュイゼ                   | ユーグ1世・デュ・ピュイゼ                   |                                             |                                             |                                             |                                             |  |  |  |  |  |  |  |  |
|  |  | ユーグ1世 ルテル伯            | ユーグ1世 ルテル伯            | ユーグ1世 ルテル伯            | ユーグ1世 ルテル伯            | ユーグ1世 ルテル伯                      | ユーグ1世 ルテル伯                      |                                         |                                         | メリザンド                              | メリザンド                              | メリザンド                          | メリザンド                          | メリザンド                                 | メリザンド                                 |                                            |                                            |                                            |                                            |                       |                       |                       |                       |                     |                     | イザベル                                          | イザベル                                          | イザベル                                          | イザベル                                          | イザベル                                          | イザベル                                          |                                                |                                                | ジョスラン・ド・クルトネー                            | ジョスラン・ド・クルトネー                            | ジョスラン・ド・クルトネー                            | ジョスラン・ド・クルトネー                            | ジョスラン・ド・クルトネー                            | ジョスラン・ド・クルトネー                            |                                     |                                     | | | | | | |                                         |                                         |                                         |                                         |                                  |                                  |                                      |                                      |                                      |                                      | アリス                               | アリス                               | アリス | アリス | アリス                  | アリス                  |                         |                         | ユーグ1世・デュ・ピュイゼ | ユーグ1世・デュ・ピュイゼ | ユーグ1世・デュ・ピュイゼ | ユーグ1世・デュ・ピュイゼ | ユーグ1世・デュ・ピュイゼ                   | ユーグ1世・デュ・ピュイゼ                   |                                             |                                             |                                             |                                             |  |  |  |  |  |  |  |  |
|  |  |                               |                               |                               |                               |                                         |                                         |                                         |                                         |                                         |                                         |                                     |                                     |                                            |                                            |                                            |                                            |                                            |                                            |                       |                       |                       |                       |                     |                     |                                                   |                                                   |                                                   |                                                   |                                                   |                                                   |                                                |                                                |                                                       |                                                       |                                                       |                                                       |                                                       |                                                       |                                     |                                     | | | | | | |                                         |                                         |                                         |                                         |                                  |                                  |                                      |                                      |                                      |                                      |                                      |                                      |        |        |                         |                         |                         |                         |                           |                           |                           |                           |                                             |                                             |                                             |                                             |                                             |                                             |  |  |  |  |  |  |  |  |
|  |  |                               |                               |                               |                               |                                         |                                         |                                         |                                         |                                         |                                         |                                     |                                     |                                            |                                            |                                            |                                            |                                            |                                            |                       |                       |                       |                       |                     |                     |                                                   |                                                   |                                                   |                                                   |                                                   |                                                   |                                                |                                                |                                                       |                                                       |                                                       |                                                       |                                                       |                                                       |                                     |                                     | | | | | | |                                         |                                         |                                         |                                         |                                  |                                  |                                      |                                      |                                      |                                      |                                      |                                      |        |        |                         |                         |                         |                         |                           |                           |                           |                           |                                             |                                             |                                             |                                             |                                             |                                             |  |  |  |  |  |  |  |  |
|  |  |                               |                               |                               |                               | ボードゥアン2世 エデッサ伯 エルサレム王 | ボードゥアン2世 エデッサ伯 エルサレム王 | ボードゥアン2世 エデッサ伯 エルサレム王 | ボードゥアン2世 エデッサ伯 エルサレム王 | ボードゥアン2世 エデッサ伯 エルサレム王 | ボードゥアン2世 エデッサ伯 エルサレム王 |                                     |                                     | エルメンガルド （ヌヴェール伯ルノー2世娘） | エルメンガルド （ヌヴェール伯ルノー2世娘） | エルメンガルド （ヌヴェール伯ルノー2世娘） | エルメンガルド （ヌヴェール伯ルノー2世娘） | エルメンガルド （ヌヴェール伯ルノー2世娘） | エルメンガルド （ヌヴェール伯ルノー2世娘） |                       |                       | ミロ クルトネー領主   | ミロ クルトネー領主   | ミロ クルトネー領主 | ミロ クルトネー領主 | ミロ クルトネー領主                               | ミロ クルトネー領主                               |                                                   |                                                   | ベアトリス （アルメニア王コスタンディン1世娘）    | ベアトリス （アルメニア王コスタンディン1世娘）    | ベアトリス （アルメニア王コスタンディン1世娘） | ベアトリス （アルメニア王コスタンディン1世娘） | ベアトリス （アルメニア王コスタンディン1世娘）        | ベアトリス （アルメニア王コスタンディン1世娘）        |                                                       |                                                       | ジョスラン1世 ガリラヤ公 エデッサ伯                   | ジョスラン1世 ガリラヤ公 エデッサ伯                   | ジョスラン1世 ガリラヤ公 エデッサ伯 | ジョスラン1世 ガリラヤ公 エデッサ伯 | ジョスラン1世 ガリラヤ公 エデッサ伯                                                                     | ジョスラン1世 ガリラヤ公 エデッサ伯                                                                     | | | マリア （リッカルド・ディ・サレルノ娘）                                                                 | マリア （リッカルド・ディ・サレルノ娘）                                                                 | マリア （リッカルド・ディ・サレルノ娘） | マリア （リッカルド・ディ・サレルノ娘） | マリア （リッカルド・ディ・サレルノ娘） | マリア （リッカルド・ディ・サレルノ娘） |                                  |                                  | ユーグ1世・デュ・ピュイゼ ヤッファ伯 | ユーグ1世・デュ・ピュイゼ ヤッファ伯 | ユーグ1世・デュ・ピュイゼ ヤッファ伯 | ユーグ1世・デュ・ピュイゼ ヤッファ伯 | ユーグ1世・デュ・ピュイゼ ヤッファ伯 | ユーグ1世・デュ・ピュイゼ ヤッファ伯 |        |        | ガレラン ビレジック領主 | ガレラン ビレジック領主 | ガレラン ビレジック領主 | ガレラン ビレジック領主 | ガレラン ビレジック領主   | ガレラン ビレジック領主   |                           |                           | ギルドワン 聖マリア・ジョセファット修道院長 | ギルドワン 聖マリア・ジョセファット修道院長 | ギルドワン 聖マリア・ジョセファット修道院長 | ギルドワン 聖マリア・ジョセファット修道院長 | ギルドワン 聖マリア・ジョセファット修道院長 | ギルドワン 聖マリア・ジョセファット修道院長 |  |  |  |  |  |  |  |  |
|  |  |                               |                               |                               |                               | ボードゥアン2世 エデッサ伯 エルサレム王 | ボードゥアン2世 エデッサ伯 エルサレム王 | ボードゥアン2世 エデッサ伯 エルサレム王 | ボードゥアン2世 エデッサ伯 エルサレム王 | ボードゥアン2世 エデッサ伯 エルサレム王 | ボードゥアン2世 エデッサ伯 エルサレム王 |                                     |                                     | エルメンガルド （ヌヴェール伯ルノー2世娘） | エルメンガルド （ヌヴェール伯ルノー2世娘） | エルメンガルド （ヌヴェール伯ルノー2世娘） | エルメンガルド （ヌヴェール伯ルノー2世娘） | エルメンガルド （ヌヴェール伯ルノー2世娘） | エルメンガルド （ヌヴェール伯ルノー2世娘） |                       |                       | ミロ クルトネー領主   | ミロ クルトネー領主   | ミロ クルトネー領主 | ミロ クルトネー領主 | ミロ クルトネー領主                               | ミロ クルトネー領主                               |                                                   |                                                   | ベアトリス （アルメニア王コスタンディン1世娘）    | ベアトリス （アルメニア王コスタンディン1世娘）    | ベアトリス （アルメニア王コスタンディン1世娘） | ベアトリス （アルメニア王コスタンディン1世娘） | ベアトリス （アルメニア王コスタンディン1世娘）        | ベアトリス （アルメニア王コスタンディン1世娘）        |                                                       |                                                       | ジョスラン1世 ガリラヤ公 エデッサ伯                   | ジョスラン1世 ガリラヤ公 エデッサ伯                   | ジョスラン1世 ガリラヤ公 エデッサ伯 | ジョスラン1世 ガリラヤ公 エデッサ伯 | ジョスラン1世 ガリラヤ公 エデッサ伯                                                                     | ジョスラン1世 ガリラヤ公 エデッサ伯                                                                     | | | マリア （リッカルド・ディ・サレルノ娘）                                                                 | マリア （リッカルド・ディ・サレルノ娘）                                                                 | マリア （リッカルド・ディ・サレルノ娘） | マリア （リッカルド・ディ・サレルノ娘） | マリア （リッカルド・ディ・サレルノ娘） | マリア （リッカルド・ディ・サレルノ娘） |                                  |                                  | ユーグ1世・デュ・ピュイゼ ヤッファ伯 | ユーグ1世・デュ・ピュイゼ ヤッファ伯 | ユーグ1世・デュ・ピュイゼ ヤッファ伯 | ユーグ1世・デュ・ピュイゼ ヤッファ伯 | ユーグ1世・デュ・ピュイゼ ヤッファ伯 | ユーグ1世・デュ・ピュイゼ ヤッファ伯 |        |        | ガレラン ビレジック領主 | ガレラン ビレジック領主 | ガレラン ビレジック領主 | ガレラン ビレジック領主 | ガレラン ビレジック領主   | ガレラン ビレジック領主   |                           |                           | ギルドワン 聖マリア・ジョセファット修道院長 | ギルドワン 聖マリア・ジョセファット修道院長 | ギルドワン 聖マリア・ジョセファット修道院長 | ギルドワン 聖マリア・ジョセファット修道院長 | ギルドワン 聖マリア・ジョセファット修道院長 | ギルドワン 聖マリア・ジョセファット修道院長 |  |  |  |  |  |  |  |  |
|  |  |                               |                               |                               |                               |                                         |                                         |                                         |                                         |                                         |                                         |                                     |                                     |                                            |                                            |                                            |                                            |                                            |                                            |                       |                       |                       |                       |                     |                     |                                                   |                                                   |                                                   |                                                   |                                                   |                                                   |                                                |                                                |                                                       |                                                       |                                                       |                                                       |                                                       |                                                       |                                     |                                     | | | | | | |                                         |                                         |                                         |                                         |                                  |                                  |                                      |                                      |                                      |                                      |                                      |                                      |        |        |                         |                         |                         |                         |                           |                           |                           |                           |                                             |                                             |                                             |                                             |                                             |                                             |  |  |  |  |  |  |  |  |
|  |  |                               |                               |                               |                               | エルサレム王家                          | エルサレム王家                          | エルサレム王家                          | エルサレム王家                          | エルサレム王家                          | エルサレム王家                          |                                     |                                     |                                            |                                            |                                            |                                            | ルノー クルトネー領主                      | ルノー クルトネー領主                      | ルノー クルトネー領主 | ルノー クルトネー領主 | ルノー クルトネー領主 | ルノー クルトネー領主 |                     |                     |                                                   |                                                   |                                                   |                                                   |                                                   |                                                   |                                                |                                                | ジョスラン2世 エデッサ伯                              | ジョスラン2世 エデッサ伯                              | ジョスラン2世 エデッサ伯                              | ジョスラン2世 エデッサ伯                              | ジョスラン2世 エデッサ伯                              | ジョスラン2世 エデッサ伯                              |                                     |                                     | エティエネット 修道女                                                                                   | エティエネット 修道女                                                                                   | エティエネット 修道女                                                                                   | エティエネット 修道女                                                                                   | エティエネット 修道女                                                                                   | エティエネット 修道女                                                                                   |                                         |                                         |                                         |                                         |                                  |                                  | ユーグ2世・デュ・ピュイゼ ヤッファ伯 | ユーグ2世・デュ・ピュイゼ ヤッファ伯 | ユーグ2世・デュ・ピュイゼ ヤッファ伯 | ユーグ2世・デュ・ピュイゼ ヤッファ伯 | ユーグ2世・デュ・ピュイゼ ヤッファ伯 | ユーグ2世・デュ・ピュイゼ ヤッファ伯 |        |        | エンマ                  | エンマ                  | エンマ                  | エンマ                  | エンマ                    | エンマ                    |                           |                           | ウスタシュ・グルニエ カエサレア・シドン領主 | ウスタシュ・グルニエ カエサレア・シドン領主 | ウスタシュ・グルニエ カエサレア・シドン領主 | ウスタシュ・グルニエ カエサレア・シドン領主 | ウスタシュ・グルニエ カエサレア・シドン領主 | ウスタシュ・グルニエ カエサレア・シドン領主 |  |  |  |  |  |  |  |  |
|  |  |                               |                               |                               |                               | エルサレム王家                          | エルサレム王家                          | エルサレム王家                          | エルサレム王家                          | エルサレム王家                          | エルサレム王家                          |                                     |                                     |                                            |                                            |                                            |                                            | ルノー クルトネー領主                      | ルノー クルトネー領主                      | ルノー クルトネー領主 | ルノー クルトネー領主 | ルノー クルトネー領主 | ルノー クルトネー領主 |                     |                     |                                                   |                                                   |                                                   |                                                   |                                                   |                                                   |                                                |                                                | ジョスラン2世 エデッサ伯                              | ジョスラン2世 エデッサ伯                              | ジョスラン2世 エデッサ伯                              | ジョスラン2世 エデッサ伯                              | ジョスラン2世 エデッサ伯                              | ジョスラン2世 エデッサ伯                              |                                     |                                     | エティエネット 修道女                                                                                   | エティエネット 修道女                                                                                   | エティエネット 修道女                                                                                   | エティエネット 修道女                                                                                   | エティエネット 修道女                                                                                   | エティエネット 修道女                                                                                   |                                         |                                         |                                         |                                         |                                  |                                  | ユーグ2世・デュ・ピュイゼ ヤッファ伯 | ユーグ2世・デュ・ピュイゼ ヤッファ伯 | ユーグ2世・デュ・ピュイゼ ヤッファ伯 | ユーグ2世・デュ・ピュイゼ ヤッファ伯 | ユーグ2世・デュ・ピュイゼ ヤッファ伯 | ユーグ2世・デュ・ピュイゼ ヤッファ伯 |        |        | エンマ                  | エンマ                  | エンマ                  | エンマ                  | エンマ                    | エンマ                    |                           |                           | ウスタシュ・グルニエ カエサレア・シドン領主 | ウスタシュ・グルニエ カエサレア・シドン領主 | ウスタシュ・グルニエ カエサレア・シドン領主 | ウスタシュ・グルニエ カエサレア・シドン領主 | ウスタシュ・グルニエ カエサレア・シドン領主 | ウスタシュ・グルニエ カエサレア・シドン領主 |  |  |  |  |  |  |  |  |
|  |  |                               |                               |                               |                               |                                         |                                         |                                         |                                         |                                         |                                         |                                     |                                     |                                            |                                            |                                            |                                            |                                            |                                            |                       |                       |                       |                       |                     |                     |                                                   |                                                   |                                                   |                                                   |                                                   |                                                   |                                                |                                                |                                                       |                                                       |                                                       |                                                       |                                                       |                                                       |                                     |                                     | | | | | | |                                         |                                         |                                         |                                         |                                  |                                  |                                      |                                      |                                      |                                      |                                      |                                      |        |        |                         |                         |                         |                         |                           |                           |                           |                           |                                             |                                             |                                             |                                             |                                             |                                             |  |  |  |  |  |  |  |  |
|  |  |                               |                               |                               |                               |                                         |                                         |                                         |                                         |                                         |                                         |                                     |                                     |                                            |                                            |                                            |                                            |                                            |                                            |                       |                       |                       |                       |                     |                     |                                                   |                                                   |                                                   |                                                   |                                                   |                                                   |                                                |                                                |                                                       |                                                       |                                                       |                                                       |                                                       |                                                       |                                     |                                     | | | | | | |                                         |                                         |                                         |                                         |                                  |                                  |                                      |                                      |                                      |                                      |                                      |                                      |        |        |                         |                         |                         |                         |                           |                           |                           |                           |                                             |                                             |                                             |                                             |                                             |                                             |  |  |  |  |  |  |  |  |
|  |  | ロバート                      | ロバート                      | ロバート                      | ロバート                      | ロバート                                | ロバート                                |                                         |                                         | ピエール1世 （フランス王ルイ6世子）     | ピエール1世 （フランス王ルイ6世子）     | ピエール1世 （フランス王ルイ6世子） | ピエール1世 （フランス王ルイ6世子） | ピエール1世 （フランス王ルイ6世子）        | ピエール1世 （フランス王ルイ6世子）        |                                            |                                            | エリザベス                                 | エリザベス                                 | エリザベス            | エリザベス            | エリザベス            | エリザベス            |                     |                     | アニェス・ド・ミリー （フィリップ・ド・ミリー姪） | アニェス・ド・ミリー （フィリップ・ド・ミリー姪） | アニェス・ド・ミリー （フィリップ・ド・ミリー姪） | アニェス・ド・ミリー （フィリップ・ド・ミリー姪） | アニェス・ド・ミリー （フィリップ・ド・ミリー姪） | アニェス・ド・ミリー （フィリップ・ド・ミリー姪） |                                                |                                                | ジョスラン3世 エデッサ伯                              | ジョスラン3世 エデッサ伯                              | ジョスラン3世 エデッサ伯                              | ジョスラン3世 エデッサ伯                              | ジョスラン3世 エデッサ伯                              | ジョスラン3世 エデッサ伯                              |                                     |                                     | アニェス 1＝ルノー・ド・マラシュ 2＝エルサレム王アモーリ1世 3＝ユーグ・ディブラン 4＝ルノー・ド・シドン | アニェス 1＝ルノー・ド・マラシュ 2＝エルサレム王アモーリ1世 3＝ユーグ・ディブラン 4＝ルノー・ド・シドン | アニェス 1＝ルノー・ド・マラシュ 2＝エルサレム王アモーリ1世 3＝ユーグ・ディブラン 4＝ルノー・ド・シドン | アニェス 1＝ルノー・ド・マラシュ 2＝エルサレム王アモーリ1世 3＝ユーグ・ディブラン 4＝ルノー・ド・シドン | アニェス 1＝ルノー・ド・マラシュ 2＝エルサレム王アモーリ1世 3＝ユーグ・ディブラン 4＝ルノー・ド・シドン | アニェス 1＝ルノー・ド・マラシュ 2＝エルサレム王アモーリ1世 3＝ユーグ・ディブラン 4＝ルノー・ド・シドン |                                         |                                         | イザベル ＝アルメニア王トロス2世        | イザベル ＝アルメニア王トロス2世        | イザベル ＝アルメニア王トロス2世 | イザベル ＝アルメニア王トロス2世 | イザベル ＝アルメニア王トロス2世     | イザベル ＝アルメニア王トロス2世     |                                      |                                      |                                      |                                      |        |        |                         |                         |                         |                         | カエサレア・シドン領主家  | カエサレア・シドン領主家  | カエサレア・シドン領主家  | カエサレア・シドン領主家  | カエサレア・シドン領主家                    | カエサレア・シドン領主家                    |                                             |                                             |                                             |                                             |  |  |  |  |  |  |  |  |
|  |  | ロバート                      | ロバート                      | ロバート                      | ロバート                      | ロバート                                | ロバート                                |                                         |                                         | ピエール1世 （フランス王ルイ6世子）     | ピエール1世 （フランス王ルイ6世子）     | ピエール1世 （フランス王ルイ6世子） | ピエール1世 （フランス王ルイ6世子） | ピエール1世 （フランス王ルイ6世子）        | ピエール1世 （フランス王ルイ6世子）        |                                            |                                            | エリザベス                                 | エリザベス                                 | エリザベス            | エリザベス            | エリザベス            | エリザベス            |                     |                     | アニェス・ド・ミリー （フィリップ・ド・ミリー姪） | アニェス・ド・ミリー （フィリップ・ド・ミリー姪） | アニェス・ド・ミリー （フィリップ・ド・ミリー姪） | アニェス・ド・ミリー （フィリップ・ド・ミリー姪） | アニェス・ド・ミリー （フィリップ・ド・ミリー姪） | アニェス・ド・ミリー （フィリップ・ド・ミリー姪） |                                                |                                                | ジョスラン3世 エデッサ伯                              | ジョスラン3世 エデッサ伯                              | ジョスラン3世 エデッサ伯                              | ジョスラン3世 エデッサ伯                              | ジョスラン3世 エデッサ伯                              | ジョスラン3世 エデッサ伯                              |                                     |                                     | アニェス 1＝ルノー・ド・マラシュ 2＝エルサレム王アモーリ1世 3＝ユーグ・ディブラン 4＝ルノー・ド・シドン | アニェス 1＝ルノー・ド・マラシュ 2＝エルサレム王アモーリ1世 3＝ユーグ・ディブラン 4＝ルノー・ド・シドン | アニェス 1＝ルノー・ド・マラシュ 2＝エルサレム王アモーリ1世 3＝ユーグ・ディブラン 4＝ルノー・ド・シドン | アニェス 1＝ルノー・ド・マラシュ 2＝エルサレム王アモーリ1世 3＝ユーグ・ディブラン 4＝ルノー・ド・シドン | アニェス 1＝ルノー・ド・マラシュ 2＝エルサレム王アモーリ1世 3＝ユーグ・ディブラン 4＝ルノー・ド・シドン | アニェス 1＝ルノー・ド・マラシュ 2＝エルサレム王アモーリ1世 3＝ユーグ・ディブラン 4＝ルノー・ド・シドン |                                         |                                         | イザベル ＝アルメニア王トロス2世        | イザベル ＝アルメニア王トロス2世        | イザベル ＝アルメニア王トロス2世 | イザベル ＝アルメニア王トロス2世 | イザベル ＝アルメニア王トロス2世     | イザベル ＝アルメニア王トロス2世     |                                      |                                      |                                      |                                      |        |        |                         |                         |                         |                         | カエサレア・シドン領主家  | カエサレア・シドン領主家  | カエサレア・シドン領主家  | カエサレア・シドン領主家  | カエサレア・シドン領主家                    | カエサレア・シドン領主家                    |                                             |                                             |                                             |                                             |  |  |  |  |  |  |  |  |
|  |  |                               |                               |                               |                               |                                         |                                         |                                         |                                         |                                         |                                         |                                     |                                     |                                            |                                            |                                            |                                            |                                            |                                            |                       |                       |                       |                       |                     |                     |                                                   |                                                   |                                                   |                                                   |                                                   |                                                   |                                                |                                                |                                                       |                                                       |                                                       |                                                       |                                                       |                                                       |                                     |                                     | | | | | | |                                         |                                         |                                         |                                         |                                  |                                  |                                      |                                      |                                      |                                      |                                      |                                      |        |        |                         |                         |                         |                         |                           |                           |                           |                           |                                             |                                             |                                             |                                             |                                             |                                             |  |  |  |  |  |  |  |  |
|  |  |                               |                               |                               |                               |                                         |                                         |                                         |                                         |                                         |                                         |                                     |                                     |                                            |                                            |                                            |                                            |                                            |                                            |                       |                       |                       |                       |                     |                     |                                                   |                                                   |                                                   |                                                   |                                                   |                                                   |                                                |                                                |                                                       |                                                       |                                                       |                                                       |                                                       |                                                       |                                     |                                     | | | | | | |                                         |                                         |                                         |                                         |                                  |                                  |                                      |                                      |                                      |                                      |                                      |                                      |        |        |                         |                         |                         |                         |                           |                           |                           |                           |                                             |                                             |                                             |                                             |                                             |                                             |  |  |  |  |  |  |  |  |
|  |  | コートネー家 （デヴォン伯家） | コートネー家 （デヴォン伯家） | コートネー家 （デヴォン伯家） | コートネー家 （デヴォン伯家） | コートネー家 （デヴォン伯家）           | コートネー家 （デヴォン伯家）           |                                         |                                         |                                         |                                         |                                     |                                     | ラテン皇帝                                 | ラテン皇帝                                 | ラテン皇帝                                 | ラテン皇帝                                 | ラテン皇帝                                 | ラテン皇帝                                 |                       |                       |                       |                       |                     |                     | ベアトリクス ＝オットー・フォン・ヘンネベルク     | ベアトリクス ＝オットー・フォン・ヘンネベルク     | ベアトリクス ＝オットー・フォン・ヘンネベルク     | ベアトリクス ＝オットー・フォン・ヘンネベルク     | ベアトリクス ＝オットー・フォン・ヘンネベルク     | ベアトリクス ＝オットー・フォン・ヘンネベルク     |                                                |                                                | アニェス ＝スカンデレオン領主ギヨーム・ド・マンデレー | アニェス ＝スカンデレオン領主ギヨーム・ド・マンデレー | アニェス ＝スカンデレオン領主ギヨーム・ド・マンデレー | アニェス ＝スカンデレオン領主ギヨーム・ド・マンデレー | アニェス ＝スカンデレオン領主ギヨーム・ド・マンデレー | アニェス ＝スカンデレオン領主ギヨーム・ド・マンデレー |                                     |                                     | | | | | | |                                         |                                         |                                         |                                         |                                  |                                  |                                      |                                      |                                      |                                      |                                      |                                      |        |        |                         |                         |                         |                         |                           |                           |                           |                           |                                             |                                             |                                             |                                             |                                             |                                             |  |  |  |  |  |  |  |  |